# Vendulka Křížová
Vendulka Křížová (též Vendula Křížová, * 3. července 1972, Opava) je česká divadelní a filmová herečka, členka souboru Divadla na Vinohradech. V roce 1989 absolvovala činoherní herectví na Státní konzervatoři v Ostravě. Od roku 1990 trvá její angažmá v Divadle na Vinohradech.

## Divadelní role (výběr)

### Divadlo na Vinohradech

#### Velká scéna
- 1991 Enid Bagnoldová: Zahrada na křídě, režie: František Laurin, premiéra: 15. února 1991, role: Hortensie
- 1991 Eugène Ionesco: Macbett, režie: Jan Burian, československá premiéra: 7. června 1991, role: Komorná
- 1991 Jarosław Iwaszkiewicz: Léto v Nohantu, režie: Jan Novák, premiéra: 4. května 1990, role: Augustina
- 1991 William Shakespeare: Večer tříkrálový aneb Cokoli chcete, režie: Jaroslav Dudek, premiéra: 15. listopadu 1991, role: Viola
- 1992 William Shakespeare: Romeo a Julie, režie: Jan Burian, premiéra: 17. dubna 1992, role: Julie
- 1992 Gabriela Preissová: Gazdina roba, režie: Zdeněk Kaloč, premiéra: 24. září 1992, role: Stárka – Druhá sousedka – Třetí dělnice / Maryša
- 1992 Molière: Zdravý nemocný, režie: Jaromír Pleskot, premiéra: 6. listopadu 1992, role: Luison, Arganova mladší dcera
- 1993 Oldřich Daněk: Jak snadné je vládnout aneb Karel IV. – autoportrét, režie: Jaroslav Dudek, premiéra: 12. února 1993, role: Anna Svídnická / Kateřina z rodu Fillippi
- 1994 Carlo Goldoni: Poprask na laguně, režie: Ladislav Smoček, premiéra: 25. března 1994, role: Checca
- 1994 William Shakespeare: Dva kavalíři z Verony, režie: Jakub Korčák, premiéra: 2. června 1994, role: Julie
- 1994 Jean Anouilh: Julien aneb Neprobuďte madam, režie: Jaroslav Dudek, premiéra: 7. ledna 1994, role: Marcela
- 1994 Johann Nepomuk Nestroy: Dům čtyř letor, režie: Jiří Menzel, premiéra: 2. prosince 1994, role: Irena
- 1995 Brian Friel podle Ivana Sergejeviče Turgeněva: Otcové a děti, režie: Jan Burian, česká premiéra: 27. dubna 1995, role: Kateřina Sergejevna
- 1995 Franz Werfel: Jacobowski a plukovník, režie: Jiří Menzel, premiéra: 3. listopadu 1995, role: Klementina
- 1996 John Gay: Žebrácká opera, režie: Jakub Korčák, premiéra: 17. května 1996, role: Molly Fracková
- 1996 Georges Feydeau: Brouk v hlavě, režie: Jiří Menzel, premiéra: 15. listopadu 1996, role: Yveta
- 1997 Fjodor Michajlovič Dostojevskij – Zdeněk Kaloč: Bratři Karamazovi, režie: Zdeněk Kaloč, premiéra: 7. února 1997, role: Líza
- 1997 Mitch Leigh – Dale Wasserman: Muž z La Manchy, režie: Ivo T. Havlů, premiéra: 9. dubna 1997, role: Antonia, Quijotova neteř
- 1998 Oscar Wilde: Jak je důležité míti Filipa, režie: Jiří Menzel, premiéra: 10. dubna 1998, role: Cecilie Cardewová
- 1998 Karol Sidon: Shapira, režie: Jiří Menzel, premiéra: 4. prosince 1998, role: Hana
- 1999 Josef Čapek – Karel Čapek: Ze života hmyzu, režie: Zdeněk Kaloč, premiéra: 29. 1. 1999, role: Aglaja – Cvrčková – Třetí novinářka – Jepice
- 1999 Friedrich Schiller: Valdštejnova smrt, režie: Petr Kracik, premiéra: 12. listopadu 1999, role: Tekla
- 2001 Friedrich Dürrenmatt podle Williama Shakespeara: Král Jan, režie: Jiří Menzel, premiéra: 30. října 2001, role: Blanka Kastilská
- 2004 Edward Albee: Pobřeží, režie: Lucie Bělohradská, premiéra: 27. května 2004, role: Sára
- 2005 Tom Stoppard: To pravé, režie: Jana Kališová, premiéra: 25. února 2005, role: Anni
- 2005 Torsten Buchsteiner: Tango sólo, režie: Petr Svojtka, světová premiéra: 9. června 2005, role: Florenza, čarodějnice
- 2006 Ken Ludwig: Shakespeare v Hollywoodu, režie: Jana Kališová, česká premiéra: 20. června 2006, role: Olivia Darnellová
- 2010 Tom Stoppard: Na flámu, režie: Zdeněk Černín, premiéra: 17. prosince 2010, role: Paní Fischerová
- 2011 Edmon Rostand – Pavel Kohout – Xindl X: Cyrano!! Cyrano!! Cyrano!!, režie: Vladimír Morávek, premiéra: 30. května 2011, role: Líza – Druhá jeptiška
- 2012 Woody Allen – Jürgen Fischer: Mocná Afrodité, režie: Natália Deáková, premiéra: 31. ledna 2012, role: Judy
- 2012 Jerzy Kosiński – Martin Stropnický: Byl jsem při tom, režie: Martin Stropnický, premiéra: 26. března 2012, role: Sekretářka Randa
- 2012 Noël Coward: To byla moje písnička!, režie: Petr Kracik, česká premiéra: 2. listopadu 2012, role: Slečna Archie
- 2015 Fráňa Šrámek: Plačící satyr, režie: Radovan Lipus, premiéra: 6. března 2015, role: Lída Setumská
- 2016 Gabriela Preissová: Její pastorkyňa, režie: Martin Františák, premiéra: 16. září 2016, role: Barena, služka
- 2016 Georges Feydeau: Když ptáčka lapají…, režie: Tomáš Töpfer, poprvé: 14. listopadu 2016, premiéra: 6. ledna 2017, role: Marcela
- 2017 František Langer: Periferie, režie: Martin Huba, premiéra: 26. května 2017, role: Služka
- 2018 Jan Vedral podle Vladimíra Neffa: Sňatky z rozumu, režie: Radovan Lipus, světová premiéra: 23. března 2018, role: Jindřiše – Rosamunda – Pecoldka
- 2018 Josef Topol: Konec masopustu, režie: Martin Františák, premiéra: 19. října 2018, role: Anežka
- 2019 Ingmar Bergman – Jan Vedral: Fanny a Alexandr, režie: Pavel Khek, česká premiéra: 8. března 2019, role: Henrieta Vergérusová, biskupova sestra
- 2019 Pavel Kohout podle Karla Hašlera: Hašler…, režie: Tomáš Töpfer, obnovená premiéra: 18. října 2019, role: Rekvizitářka
- 2020 Jan Vedral podle Olgy Scheinpflugové: Český román, režie: Radovan Lipus, světová premiéra: 11. září 2020, role: Služka Moravcová – Divačka – Vrchlická jako Mimi – Helena z R.U.R. – Manželka knihovníka – Syndička – Mlok
- 2021 Guy de Maupassant – Vladimír Čepek: Miláček, režie: Šimon Dominik, premiéra: 3. prosince 2021, role: Paní Walterová
- 2022 Karel Kraus – Zdeněk Mahler podle Johanna Nepomuka Nestroye: Provaz o jednom konci, režie: Radovan Lipus, premiéra: 4. března 2022, role: Šnitlíková, zelinářka
- 2022 Federico García Lorca: Dům Bernardy Alby, režie: Juraj Deák, premiéra: 20. května 2022, role: Prudencia
- 2023 Nina Raine: Bach & synové, režie: Juraj Deák, česká premiéra: 16. května 2023, role: Katharina
- 2024 Lenka Lagronová: Terezka, režie: Radovan Lipus, poprvé: 26. května 2024, premiéra: 25. října 2024, role: Vincenta
- 2025 George Bernard Shaw: Pygmalion, režie: Juraj Deák, premiéra: 22. dubna 2016, role: Paní Eynsford-Hillová, matka
- 2025 Alena Mornštajnová – Jiří Janků: Hana, režie: Petr Svojtka, premiéra: 4. dubna 2025, role: Prášilová – Zítková

#### Studiová scéna
- 1998 Ingmar Bergman: Scény z manželského života, režie: Karel Kříž, česká premiéra: 5. března 1998, role: Katarina
- 2015 Tereza Verecká: Na kamenném, kamenném poli (Job), režie: Zuzana Burianová, česká premiéra: 21. prosince 2015, role: Maruš
- 2024 Karel Steigerwald: Komedie o pronásledování a umučení dr. Šaldy, režie: Šimon Dominik, premiéra: 26. ledna 2024, role: Nápověda – Mladá herečka